# 악화 (수호전)

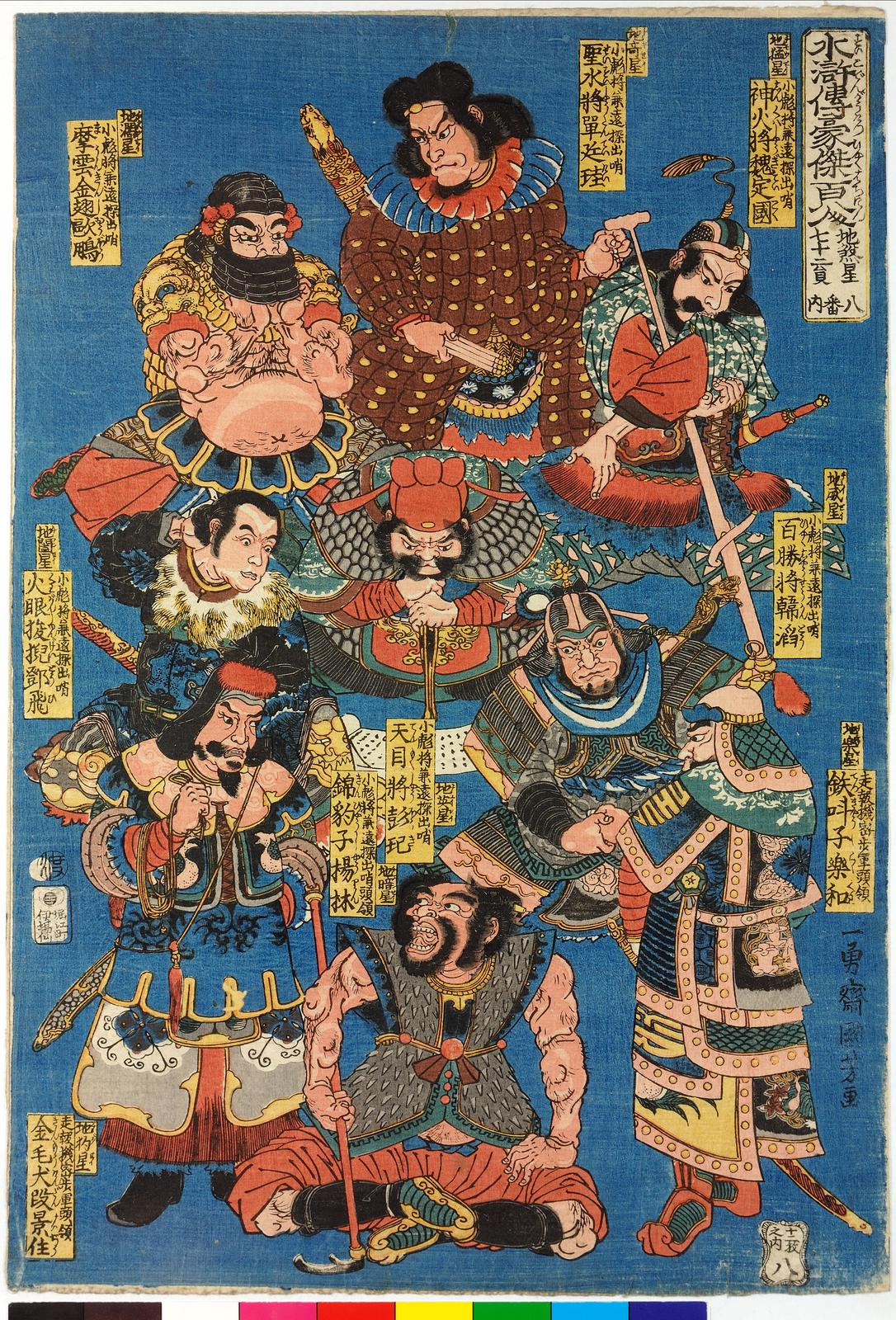

악화(樂和)는 중국의 사대기서(四大奇書) 중 하나인 《수호전》(水滸傳)에 등장하는 인물로, 108성 중 77위이자 지살성(地煞星)의 지악성(地樂星)에 해당한다. 별호는 철규자(鐵叫子)로 음악에 재능이 뛰어나고 온갖 가요를 습득한 미성의 소유자이기 때문에 '규자(叫子)'에 비유됐다. 누나인 악대랑자의 남편이자 등주 제할인 손립에게 창봉술을 배웠다. 소탈한 외모에 하나를 듣고 열을 아는 등 총명함으로 이야기상 여러 장면에서 나왔지만 군사적 활약은 거의 없다. 성격도 온후하고 다소 앳된 데가 있어 이규 같은 인물을 대하는 것에 서투르다.

## 생애
본관은 모주였으나 몇 대 전부터 등주로 옮겨 살았다고 한다.
등주에서 옥지기를 맡고 있었는데 어느 때 악화의 친척이자 등주의 사냥꾼인 형제 해진, 해보가 누명을 쓰고 억울한 죄로 사형수 감옥에 갇혔다. 해씨 형제의 친사촌 누나인 고대수가 악화의 매형인 손립의 동생 손신에게 시집갔기 때문에 해씨 형제와 악화는 인연을 맺었고, 두 사람은 악화에게 고대수에게 전갈을 부탁했다. 악화로부터 자세한 소식을 들은 고대수와 남편 손신은 형제의 탈옥을 돕기 위해 형 손립과 추연, 추윤 등 인원을 모아 해씨 형제가 감옥에서 탈출하는 것을 돕는다.
지명수배자가 된 손씨일족은 추연의 연줄을 의지하여 양산박으로 향했고, 악화도 그들을 따랐다. 그 무렵 양산박군의 주력은 축가장으로 원정을 떠났다. 손립 일행들은 축가장의 원군인척 축가장 내부로 잠입, 악화의 노래를 신호로 양산박에 내응하여 축가장 함락에 기여하였다. 양산박에 들어간 뒤에는 주귀의 주점에서 근무하며 감시 임무를 맡는다.
이후 호연작이 이끄는 관군이 양산박으로 쳐들어오자 호연작의 연환마군을 무찌르는 데 필요한 구겸창법을 지휘할 수 있는 인재인 서녕을 양산박으로 데려오기 위해 악화는 시천·탕륭 등과 공작에 나섰다. 또 노준의를 양산박에 데려올 때도 시진과 함께 북경대명부에 잠입한 바 있다.
108명이 양산박에 모두 모였을 때에는 기밀전달장교로 보병군에 소속되었다. 평시에는 연청의 거문고, 마린의 노래에 맞춰 노랫소리를 선보여 모두를 즐겁게 했다. 그 후 양산박은 조정이 파견한 고구의 토벌군을 무찌르고 이를 포로로 잡아 해방을 조건으로 조정 귀순을 지켜줄 것을 약속하였고, 악화는 소양과 함께 사자로 수행하지만 약속을 어긴 고구에 의해 연금되었다가 이후 연청과 대종에게 구출되었다. 이후 양산박은 조정에 귀순을 해 관군이 되지만 악화는 요나라 정벌 등에서는 크게 활약하지 않는다. 전호토벌전 부분에서는 정월에 눈이 왔을 때 소양이 눈에 대해 설명하였고, 악화는 손에 들고 본 눈이 그대로여서 어린아이처럼 기뻐하였다. 더욱이 눈이 이규의 콧바람에 녹아버려 일동 크게 웃었다. 또한 소덕성 공략 시 장내에 잠입하여 바깥 아군과 호응하여 적을 혼란스럽게 하였다. 왕경토벌전 승리 후 개봉부의 등불 축제를 구경하자고 연청을 유혹하는데 이규도 함께 가겠다고 나섰다. 악화는 이규을 별로 좋게 생각하지 않아 어쩔 수 없이 시천을 꾀어 슬그머니 나갔다. 이후 방랍정벌을 준비하던 중 도위 왕진경이 악화의 노래 솜씨를 좋아해 곁에서 쓰고자 하여 방랍 정벌에 참여하지 못했다. 그후에도 좋아하는 노래를 부르며 평온하게 여생을 보냈다.
《수호후전》에서는 양산박군의 군사격으로 활약한다.